# Yphthimoides nebulosa
Yphthimoides nebulosa är en fjärilsart som beskrevs av Frederick DuCane Godman och Osbert Salvin. Yphthimoides nebulosa ingår i släktet Yphthimoides och familjen praktfjärilar. Inga underarter finns listade i Catalogue of Life.